# Berlin (Maryland)
Pour les articles homonymes, voir Berlin (homonymie).
Berlin est une ville américaine du comté de Worcester dans l'État du Maryland.
Selon le Bureau du recensement des États-Unis, sa population est de 4 485 habitants lors du recensement de 2010. La municipalité s'étend sur 3,15 milles carrés (8,16 km2).